# Copa Argentina de Básquet 2007
La Copa Argentina de Básquet 2007 o tan solo Copa Argentina 2007 fue la sexta edición de este torneo oficial de pretemporada organizado por la Asociación de Clubes de Básquet. Contó con la participación de treinta equipos, dieciséis de la Liga Nacional de Básquet 2007-08 y quince del Torneo Nacional de Ascenso 2007-08.
El campeón de esta edición fue Regatas Corrientes, que cortó la hegemonía de Boca Juniors, único campeón hasta entonces.

## Equipos participantes
| Liga Nacional de Básquet 2007-08 | Liga Nacional de Básquet 2007-08 | Liga Nacional de Básquet 2007-08 |
| Equipo                           | Ciudad                           |                                  |
| -------------------------------- | -------------------------------- | -------------------------------- |
| Atenas                           | Córdoba                          |                                  |
| Belgrano                         | San Nicolás                      |                                  |
| Ben Hur                          | Rafaela                          |                                  |
| Boca Juniors                     | Buenos Aires                     |                                  |
| Central Entrerriano              | Gualeguaychú                     |                                  |
| El Nacional                      | Monte Hermoso                    |                                  |
| Estudiantes                      | Bahía Blanca                     |                                  |
| Independiente                    | Neuquén                          |                                  |
| Gimnasia                         | Comodoro Rivadavia               |                                  |
| Libertad                         | Sunchales                        |                                  |
| Obras Sanitarias                 | Buenos Aires                     |                                  |
| Peñarol                          | Mar del Plata                    |                                  |
| Quilmes                          | Mar del Plata                    |                                  |
| Quimsa                           | Santiago del Estero              |                                  |
| Regatas Corrientes               | Corrientes                       |                                  |
| Sionista                         | Paraná                           |                                  |

| Torneo Nacional de Ascenso 2007-08 | Torneo Nacional de Ascenso 2007-08 | Torneo Nacional de Ascenso 2007-08 |
| Equipo                             | Ciudad                             |                                    |
| ---------------------------------- | ---------------------------------- | ---------------------------------- |
| Alianza Olimpia                    | Catamarca                          |                                    |
| Alma Juniors                       | Esperanza                          |                                    |
| Argentino                          | Junín                              |                                    |
| Asociación Española                | Charata                            |                                    |
| Asociación Italiana                | Charata                            |                                    |
| Ciclista Juninense                 | Junín                              |                                    |
| Ciclista Olímpico                  | La Banda                           |                                    |
| Echagüe                            | Paraná                             |                                    |
| Gimnasia                           | La Plata                           |                                    |
| Lanús                              | Lanús                              |                                    |
| La Unión de Formosa                | Formosa                            |                                    |
| Pedro Echagüe-Saladillo            | Saladillo                          |                                    |
| Regatas                            | San Nicolás                        |                                    |
| San Martín                         | Marcos Juárez                      |                                    |
| Unión                              | Sunchales                          |                                    |

## Formato de competencia
Primera fase
Los treinta y un equipos se dividen en ocho grupos, siete de cuatro integrantes y uno con tres, donde se enfrentan entre sí a partidos de ida y vuelta. El criterio que se utilizó para la separación fue la cercanía geográfica. Esta primera instancia se llevó a cabo entre el 4 y el 16 de septiembre.
Los primeros de cada grupo avanzaron a la siguiente fase. En caso de igualdad de puntos se recurrió a los enfrentamientos entre los equipos en cuestión, siendo favorable el desempate a aquel que hubiese sumado en primera instancia más partidos ganados, y en segunda instancia, más puntos sumados en ambos partidos.
Segunda fase
Los ocho participantes se agrupan en llaves de dos equipos cada una, donde se enfrentan al mejor de tres partidos. Los cuatro ganadores clasifican al cuadrangular final.
Cuadrangular final
El cuadrangular final se disputa todos contra todos en tres días, entre el 28 y el 30 de septiembre en sede única, el Polideportivo Municipal de Monte Hermoso. El mejor equipo se consagra campeón.

## Primera fase

### Grupo 1
| Equipo                        | Pts | PG | PP | TF  | TC  | Dif  |
| ----------------------------- | --- | -- | -- | --- | --- | ---- |
| Independiente (Neuquén)       | 10  | 4  | 2  | 503 | 486 | + 17 |
| Estudiantes (Bahía Blanca)    | 10  | 4  | 2  | 504 | 482 | + 22 |
| El Nacional Monte Hermoso     | 9   | 3  | 3  | 458 | 454 | + 4  |
| Gimnasia (Comodoro Rivadavia) | 7   | 1  | 5  | 445 | 488 | - 43 |

|  | Clasificado a la siguiente fase |

| Fecha            |                   | Partido | Partido | Partido |                   |
| ---------------- | ----------------- | ------- | ------- | ------- | ----------------- |
| 4 de septiembre  | Estudiantes (BB)  | 98      | -       | 84      | Gimnasia (CR)     |
| 4 de septiembre  | El Nacional (MH)  | 85      | -       | 74      | Independiente (N) |
| 6 de septiembre  | Estudiantes (BB)  | 82      | -       | 76      | Independiente (N) |
| 6 de septiembre  | El Nacional (MH)  | 78      | -       | 57      | Gimnasia (CR)     |
| 9 de septiembre  | El Nacional (MH)  | 71      | -       | 67      | Estudiantes (BB)  |
| 9 de septiembre  | Independiente (N) | 85      | -       | 82      | Gimnasia (CR)     |
| 11 de septiembre | Estudiantes (BB)  | 89      | -       | 84      | El Nacional (MH)  |
| 12 de septiembre | Gimnasia (CR)     | 75      | -       | 81      | Independiente (N) |
| 14 de septiembre | Gimnasia (CR)     | 69      | -       | 79      | Estudiantes (BB)  |
| 14 de septiembre | Independiente (N) | 89      | -       | 73      | El Nacional (MH)  |
| 16 de septiembre | Gimnasia (CR)     | 78      | -       | 67      | El Nacional (MH)  |
| 16 de septiembre | Independiente (N) | 98      | -       | 89      | Estudiantes (BB)  |

### Grupo 2
| Equipo              | Pts | PG | PP | TF  | TC  | Dif   |
| ------------------- | --- | -- | -- | --- | --- | ----- |
| Peñarol             | 12  | 6  | 0  | 537 | 414 | + 123 |
| Quilmes             | 10  | 4  | 2  | 484 | 435 | + 49  |
| Echagüe-Saladillo   | 7   | 1  | 5  | 353 | 422 | - 69  |
| Gimnasia (La Plata) | 7   | 1  | 5  | 350 | 453 | - 103 |

|  | Clasificado a la siguiente fase |

| Fecha            |                   | Partido | Partido | Partido |                   |
| ---------------- | ----------------- | ------- | ------- | ------- | ----------------- |
| 5 de septiembre  | Peñarol           | 84      | -       | 64      | Gimnasia (LP)     |
| 5 de septiembre  | Echagüe-Saladillo | 68      | -       | 73      | Quilmes           |
| 6 de septiembre  | Peñarol           | 91      | -       | 73      | Quilmes           |
| 6 de septiembre  | Echagüe-Saladillo | 44      | -       | 47      | Gimnasia (LP)     |
| 9 de septiembre  | Gimnasia (LP)     | 63      | -       | 105     | Peñarol           |
| 9 de septiembre  | Quilmes           | 88      | -       | 67      | Echagüe-Saladillo |
| 11 de septiembre | Gimnasia (LP)     | 57      | -       | 67      | Echagüe-Saladillo |
| 11 de septiembre | Quilmes           | 97      | -       | 100     | Peñarol           |
| 14 de septiembre | Peñarol           | 83      | -       | 44      | Echagüe-Saladillo |
| 14 de septiembre | Gimnasia (LP)     | 71      | -       | 74      | Quilmes           |
| 16 de septiembre | Echagüe-Saladillo | 73      | -       | 74      | Peñarol           |
| 16 de septiembre | Quilmes           | 79      | -       | 48      | Gimnasia (LP)     |

### Grupo 3
| Equipo                     | Pts | PG | PP | TF  | TC  | Dif  |
| -------------------------- | --- | -- | -- | --- | --- | ---- |
| Obras Sanitarias           | 11  | 5  | 1  | 484 | 449 | + 35 |
| Boca Juniors               | 10  | 4  | 2  | 493 | 447 | + 46 |
| San Martín (Marcos Juárez) | 8   | 2  | 4  | 469 | 475 | - 6  |
| Lanús                      | 6   | 1  | 5  | 393 | 468 | - 75 |

|  | Clasificado a la siguiente fase |

| Fecha            |                  | Partido | Partido | Partido |                  |
| ---------------- | ---------------- | ------- | ------- | ------- | ---------------- |
| 5 de septiembre  | Boca Juniors     | 90      | -       | 97      | San Martín (MJ)  |
| 5 de septiembre  | Lanús            | 74      | -       | 76      | Obras Sanitarias |
| 7 de septiembre  | Boca Juniors     | 70      | -       | 80      | Obras Sanitarias |
| 7 de septiembre  | Lanús            | 68      | -       | 82      | San Martín (MJ)  |
| 9 de septiembre  | Lanús            | 53      | -       | 70      | Boca Juniors     |
| 9 de septiembre  | Obras Sanitarias | 85      | -       | 81      | San Martín (MJ)  |
| 11 de septiembre | Boca Juniors     | 85      | -       | 57      | Lanús            |
| 11 de septiembre | San Martín (MJ)  | 65      | -       | 72      | Obras Sanitarias |
| 14 de septiembre | San Martín (MJ)  | 71      | -       | 85      | Boca Juniors     |
| 14 de septiembre | Obras Sanitarias | 82      | -       | 66      | Lanús            |
| 16 de septiembre | San Martín (MJ)  | 73      | -       | 75      | Lanús            |
| 16 de septiembre | Obras Sanitarias | 89      | -       | 93      | Boca Juniors     |

### Grupo 4
| Equipo                 | Pts | PG | PP | TF  | TC  | Dif  |
| ---------------------- | --- | -- | -- | --- | --- | ---- |
| Argentino (J)          | 10  | 4  | 2  | 473 | 451 | + 22 |
| Ciclista Juninense     | 10  | 4  | 2  | 498 | 467 | + 31 |
| Belgrano (San Nicolás) | 9   | 3  | 3  | 460 | 464 | - 4  |
| Regatas San Nicolás    | 7   | 1  | 5  | 445 | 494 | - 49 |

|  | Clasificado a la siguiente fase |

| Fecha            |                     | Partido | Partido | Partido |                     |
| ---------------- | ------------------- | ------- | ------- | ------- | ------------------- |
| 4 de septiembre  | Ciclista Juninense  | 88      | -       | 70      | Regatas (SN)        |
| 4 de septiembre  | Belgrano (SN)       | 69      | -       | 66      | Argentino (J)       |
| 6 de septiembre  | Ciclista Juninense  | 87      | -       | 92      | Argentino (J)       |
| 6 de septiembre  | Belgrano (SN)       | 85      | -       | 76      | Regatas San Nicolás |
| 9 de septiembre  | Ciclista Juninense  | 77      | -       | 75      | Belgrano (SN)       |
| 9 de septiembre  | Regatas San Nicolás | 83      | -       | 81      | Argentino (J)       |
| 11 de septiembre | Belgrano (SN)       | 82      | -       | 97      | Ciclista Juninense  |
| 11 de septiembre | Argentino (J)       | 79      | -       | 75      | Regatas San Nicolás |
| 14 de septiembre | Regatas San Nicolás | 66      | -       | 75      | Ciclista Juninense  |
| 14 de septiembre | Argentino (J)       | 73      | -       | 63      | Belgrano (SN)       |
| 16 de septiembre | Regatas San Nicolás | 75      | -       | 86      | Belgrano (SN)       |
| 16 de septiembre | Argentino (J)       | 82      | -       | 74      | Ciclista Juninense  |

### Grupo 5
| Equipo              | Pts | PG | PP | TF  | TC  | Dif  |
| ------------------- | --- | -- | -- | --- | --- | ---- |
| Regatas Corrientes  | 12  | 6  | 0  | 496 | 407 | + 89 |
| La Unión de Formosa | 10  | 4  | 2  | 466 | 404 | + 62 |
| Asociación Italiana | 7   | 1  | 5  | 432 | 509 | - 77 |
| Asociación Española | 7   | 1  | 5  | 404 | 478 | - 74 |

|  | Clasificado a la siguiente fase |

| Fecha            |                     | Partido | Partido | Partido |                     |
| ---------------- | ------------------- | ------- | ------- | ------- | ------------------- |
| 4 de septiembre  | Regatas Corrientes  | 85      | -       | 72      | Asociación Española |
| 4 de septiembre  | Asociación Italiana | 59      | -       | 89      | La Unión de Formosa |
| 6 de septiembre  | Regatas Corrientes  | 71      | -       | 65      | La Unión de Formosa |
| 6 de septiembre  | Asociación Italiana | 74      | -       | 81      | Asociación Española |
| 9 de septiembre  | Asociación Española | 57      | -       | 78      | Regatas Corrientes  |
| 9 de septiembre  | La Unión de Formosa | 91      | -       | 66      | Asociación Italiana |
| 11 de septiembre | Asociación Española | 75      | -       | 91      | Asociación Italiana |
| 11 de septiembre | La Unión de Formosa | 71      | -       | 89      | Regatas Corrientes  |
| 14 de septiembre | Regatas Corrientes  | 87      | -       | 67      | Asociación Italiana |
| 14 de septiembre | Asociación Española | 62      | -       | 79      | La Unión de Formosa |
| 16 de septiembre | Asociación Italiana | 75      | -       | 86      | Regatas Corrientes  |
| 16 de septiembre | La Unión de Formosa | 71      | -       | 57      | Asociación Española |

### Grupo 6
| Equipo              | Pts | PG | PP | TF  | TC  | Dif  |
| ------------------- | --- | -- | -- | --- | --- | ---- |
| Central Entrerriano | 11  | 5  | 1  | 511 | 464 | + 47 |
| Sionista            | 10  | 4  | 2  | 470 | 446 | + 24 |
| Alma Juniors        | 6   | 2  | 4  | 444 | 476 | - 32 |
| Echagüe             | 7   | 1  | 5  | 467 | 506 | - 39 |

|  | Clasificado a la siguiente fase |

| Fecha            |                     | Partido | Partido | Partido |                     |
| ---------------- | ------------------- | ------- | ------- | ------- | ------------------- |
| 4 de septiembre  | Sionista            | 87      | -       | 79      | Central Entrerriano |
| 4 de septiembre  | Alma Juniors        | 83      | -       | 77      | Echagüe             |
| 6 de septiembre  | Sionista            | 72      | -       | 67      | Echagüe             |
| 6 de septiembre  | Alma Juniors        | 65      | -       | 79      | Central Entrerriano |
| 9 de septiembre  | Central Entrerriano | 86      | -       | 77      | Sionista            |
| 9 de septiembre  | Echagüe             | 83      | -       | 87      | Alma Juniors        |
| 11 de septiembre | Central Entrerriano | 79      | -       | 76      | Alma Juniors        |
| 11 de septiembre | Echagüe             | 81      | -       | 76      | Sionista            |
| 14 de septiembre | Sionista            | 85      | -       | 67      | Alma Juniors        |
| 14 de septiembre | Central Entrerriano | 105     | -       | 85      | Echagüe             |
| 16 de septiembre | Alma Juniors        | 66      | -       | 73      | Sionista            |
| 16 de septiembre | Echagüe             | 74      | -       | 83      | Central Entrerriano |

### Grupo 7
| Equipo            | Pts | PG | PP | TF  | TC  | Dif   |
| ----------------- | --- | -- | -- | --- | --- | ----- |
| Quimsa            | 11  | 5  | 1  | 559 | 456 | + 103 |
| Atenas            | 9   | 3  | 3  | 512 | 488 | + 24  |
| Ciclista Olímpico | 9   | 3  | 3  | 488 | 502 | - 14  |
| Alianza Olimpia   | 7   | 1  | 5  | 451 | 564 | - 113 |

|  | Clasificado a la siguiente fase |

| Fecha            |                   | Partido | Partido | Partido |                   |
| ---------------- | ----------------- | ------- | ------- | ------- | ----------------- |
| 4 de septiembre  | Alianza Olimpia   | 95      | -       | 85      | Ciclista Olímpico |
| 4 de septiembre  | Atenas            | 79      | -       | 86      | Quimsa            |
| 6 de septiembre  | Alianza Olimpia   | 69      | -       | 107     | Quimsa            |
| 6 de septiembre  | Atenas            | 76      | -       | 60      | Ciclista Olímpico |
| 9 de septiembre  | Ciclista Olímpico | 100     | -       | 65      | Alianza Olimpia   |
| 9 de septiembre  | Quimsa            | 97      | -       | 88      | Atenas            |
| 11 de septiembre | Ciclista Olímpico | 91      | -       | 90      | Atenas            |
| 11 de septiembre | Quimsa            | 93      | -       | 68      | Alianza Olimpia   |
| 14 de septiembre | Alianza Olimpia   | 75      | -       | 92      | Atenas            |
| 14 de septiembre | Ciclista Olímpico | 86      | -       | 85      | Quimsa            |
| 16 de septiembre | Atenas            | 87      | -       | 79      | Alianza Olimpia   |
| 16 de septiembre | Quimsa            | 91      | -       | 66      | Ciclista Olímpico |

### Grupo 8
| Equipo            | Pts | PG | PP | TF  | TC  | Dif  |
| ----------------- | --- | -- | -- | --- | --- | ---- |
| Libertad          | 7   | 3  | 1  | 301 | 245 | + 56 |
| Ben Hur           | 6   | 2  | 2  | 260 | 296 | - 36 |
| Unión (Sunchales) | 5   | 1  | 3  | 286 | 306 | - 20 |

|  | Clasificado a la siguiente fase |

| Fecha            |           | Partido | Partido | Partido |           |
| ---------------- | --------- | ------- | ------- | ------- | --------- |
| 4 de septiembre  | Ben hur   | 79      | -       | 73      | Unión (S) |
| 6 de septiembre  | Libertad  | 84      | -       | 63      | Unión (S) |
| 9 de septiembre  | Ben Hur   | 64      | -       | 62      | Libertad  |
| 11 de septiembre | Libertad  | 77      | -       | 52      | Ben Hur   |
| 14 de septiembre | Unión (S) | 84      | -       | 65      | Ben Hur   |
| 16 de septiembre | Unión (S) | 66      | -       | 78      | Libertad  |

## Segunda fase
Nota: tuvieron ventaja de localía los equipos ubicados en la primera línea.
| Equipo            | Partidos | Partidos | Partidos | Serie |
| ----------------- | -------- | -------- | -------- | ----- |
| Peñarol           | 105      | 84       | 101      | 2     |
| Independiente (N) | 110      | 78       | 71       | 1     |

| Equipo           | Partidos | Partidos | Partidos | Serie |
| ---------------- | -------- | -------- | -------- | ----- |
| Obras Sanitarias | 79       | 84       | —        | 2     |
| Argentino        | 69       | 77       | —        | 0     |

| Equipo              | Partidos | Partidos | Partidos | Serie |
| ------------------- | -------- | -------- | -------- | ----- |
| Regatas Corrientes  | 82       | 89       | 84       | 2     |
| Central Entrerriano | 86       | 86       | 79       | 1     |

| Equipo   | Partidos | Partidos | Partidos | Serie |
| -------- | -------- | -------- | -------- | ----- |
| Quimsa   | 65       | 86       | 79       | 2     |
| Libertad | 88       | 83       | 76       | 1     |

## Cuadrangular final
| Equipo             | Pts | PG | PP | TF  | TC  | Dif  |
| ------------------ | --- | -- | -- | --- | --- | ---- |
| Regatas Corrientes | 6   | 3  | 0  | 228 | 205 | + 23 |
| Peñarol            | 5   | 2  | 1  | 252 | 232 | + 20 |
| Quimsa             | 4   | 1  | 2  | 220 | 224 | - 4  |
| Obras Sanitarias   | 3   | 0  | 3  | 207 | 246 | - 39 |

| Fecha            |                    | Partido | Partido | Partido |                    |
| ---------------- | ------------------ | ------- | ------- | ------- | ------------------ |
| 28 de septiembre | Peñarol            | 83      | -       | 67      | Obras Sanitarias   |
| 28 de septiembre | Quimsa             | 59      | -       | 61      | Regatas Corrientes |
| 29 de septiembre | Regatas Corrientes | 83      | -       | 65      | Obras Sanitarias   |
| 29 de septiembre | Peñarol            | 88      | -       | 81      | Quimsa             |
| 30 de septiembre | Obras Sanitarias   | 75      | -       | 80      | Quimsa             |
| 30 de septiembre | Regatas Corrientes | 84      | -       | 81      | Peñarol            |

Regatas Corrientes

Campeón

Primer título

## Plantel campeón
| Jugador            |
| ------------------ |
| Javier Martínez    |
| Juan Manuel Rivero |
| Diego Cavaco       |
| Chukie Robinson    |
| Damián Tintorelli  |
| Agustín Carabajal  |
| Roberto López      |
| Ignacio Arce       |
| Milton Temute      |
| Marcos Rina        |

Entrenador:  Silvio Santander